# Petrivske, Oleksandria
Petrivske (în ucraineană Петрівське) este un sat în comuna Protopopivka din raionul Oleksandria, regiunea Kirovohrad, Ucraina.

## Demografie
Componența lingvistică a localității Petrivske
     Ucraineană (100%)
Conform recensământului din 2001, toată populația localității Petrivske era vorbitoare de ucraineană (100%).